# Оскарс Мелбардис
Оскарс Мелбардис (Валмијера, 16. фебруар 1988) је летонски возач боба. Од сезоне 2010/11. улога му је пилот боба.
На Светском првенству за јуниоре освојио је злато 2012. у двоседу и четвороседу.
На Олимпијским играма играма у Сочију 2014. освојио је сребро у четвороседу и пето место у двоседу. Ово је била прва медаља за Летонију на ЗОИ у бобу. На Олимпијским играма у Пјонгчангу 2018. дошао је до бронзе у двоседу.
Светски првак у четвороседу постао је 2016, а из 2009. и 2015. има бронзу. Бронзу у двоседу освојио је 2015. Са Европских првенстава има два злата, сребро и две бронзе.
Победник је Светског купа у двоседу и четвороседу у сезони 2014/15.